# Josef Rank (Schriftsteller)

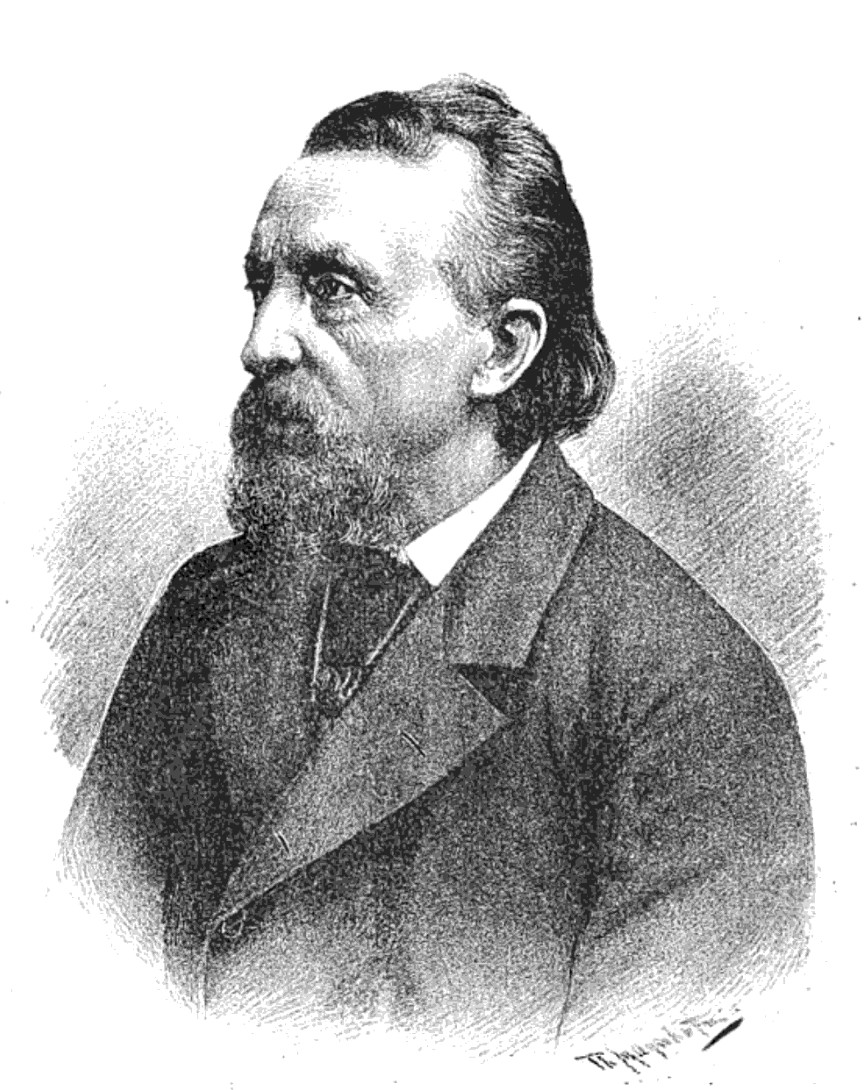
Joseph Rank

Josef Rank (* 10. Juli 1816 in Friedrichsthal; † 27. März 1896 in Wien) war ein österreichischer Erzähler und Journalist.

## Leben
Der Bauernsohn Josef Rank studierte in Wien Philosophie und Rechtswissenschaften und wurde mit Nikolaus Lenau bekannt. Seine Skizzen Aus dem Böhmerwalde (1843; 3 Bde., 1851) sind die ersten Beispiele für die „Dorfgeschichte“. In populärwissenschaftlichen Landesbeschreibungen werden Erzählungen eingebettet, politische und soziale Fragen aber eher vermieden.
Vom 20. September 1848 bis zum Ende des Rumpfparlaments am 18. Juni 1849 war er Abgeordneter in der Frankfurter Nationalversammlung für Bischofteinitz, wo er zur linken Fraktion Deutscher Hof zählte.
Nach längeren Deutschland-Aufenthalten kehrte Josef Rank 1861 nach Wien zurück, wo er Redakteur der Oesterreichischen Zeitung und 1863 Direktionssekretär der k.k. Hofoper wurde.
In Wien-Ottakring ist seit 1913 die Rankgasse nach ihm benannt.

## Werke
Erzählungen:
- 1843: Aus dem Böhmerwalde, Verlag Wilhelm Einhorn, Leipzig online – Internet Archive
- 1846: Waldmeister, Georg Wiegands Verlag, Leipzig online – Internet Archive
- 1846: Aus einer Ehe, Bohemia Prag
- 1847: Neue Geschichten aus dem Böhmerwalde, Verlag Wilhelm Einhorn, Leipzig
- 1848: Eine Mutter vom Lande, F. H. Brockhaus, Leipzig
- 1848: Weißdornblüten, J. H. Hinrich’sche Buchhandlung, Leipzig online – Internet Archive
- 1848: Vier Brüder aus dem Volke, Verlag Wilhelm Eichhorn, Leipzig
- 1851: Moorgarden, Verlag von Franz Köhler, Stuttgart
- 1853: Geschichten armer Leute, Verlag Carl Mäcken, Stuttgart
- 1853: Schön-Minnele, Leipzig
- 1853: Florian, Leipzig
- 1854: Sage und Leben, Geschichten aus dem Volke, Verlag von Kath. Gerzabek, Prag
- 1854: Die Freunde, Leipzig
- 1854: Das Hofer-Käthchen, Verlag F. H. Brockhaus Leipzig Neudruck Hofenberg Berlin 2021
- 1856: Von Haus zu Haus, Glogau
- 1856: Sein Ideal, Zwickau
- 1857: Achtspännig, Leipzig Neudruck Hofenberg Berlin 2021
- 1859: Aus Dorf und Stadt, Glogau
- 1860: Ein Dorfbrutus, Glogau
- 1864: Aus meinen Wandertagen, Wien und Leipzig online – Internet Archive
- 1865: Burgei oder die drei Wünsche, Verlag Hermann Markgraf, Wien
- 1867: Johannes Volkh, Verlag Ernst Julius Günther, Leipzig
- 1867: Steinnelken, Bilder aus dem Stadt- und Volksleben, Verlagsbuchhandlung J. J. Weber, Leipzig
- 1875: Im Klosterhof, Verlag Eduard Hellberger, Stuttgart
- 1876: Der Seelenfänger
- 1878: Muckerl, der Taubennarr, Reclam Leipzig
- 1878: Das Birkengräflein, Reclam Leipzig Neudruck Henricus, Berlin 2018
- 1878: Volksprozesse, Glogau
- 1880: Auf Um- und Irrwegen, Verlag Otto Spamer, Leipzig
- 1880: Lebensbilder
- 1896: Erinnerungen aus meinem Leben, Verlag F. Tempsky, Prag – Wien online – Internet Archive

Dramen:
- Der Herzog von Athen, ein historisches Schauspiel, 1854
- Der Mann von Hersfeld, Verlag A. Webert (Hoel’sche Buchhandlung), 1859
- „Ein Befreier“ (Historisches Schauspiel), 1857
- „Heidenglück“ (Schauspiel), 1857
- „König Manfreds Kinder“ (Schauspiel), 1858